# Saint Kitts i Nevis na Mistrzostwach Świata w Lekkoatletyce 2013
Saint Kitts i Nevis na Mistrzostwach Świata w Lekkoatletyce 2013 – reprezentacja Saint Kitts i Nevis podczas czempionatu w Moskwie liczyła 6 zawodników.
W składzie reprezentacji zabrakło pięciokrotnego medalisty mistrzostw świata, Kima Collinsa, który jest skonfliktowany z narodową federacją lekkoatletyczną.

## Występy reprezentantów Saint Kitts i Nevis
| Konkurencja                 | Zawodnik                                                                                    | Runda 1    | Runda 1 | Półfinał | Półfinał | Finał    | Finał   |
| Konkurencja                 | Zawodnik                                                                                    | Rezultat   | Pozycja | Rezultat | Pozycja  | Rezultat | Pozycja |
| --------------------------- | ------------------------------------------------------------------------------------------- | ---------- | ------- | -------- | -------- | -------- | ------- |
| Bieg na 100 m mężczyzn      | Jason Rogers                                                                                | 10,19      | 19. Q   | 10,15    | 13.      | NQ       | NQ      |
| Bieg na 100 m mężczyzn      | Antoine Adams                                                                               | 10,18      | 18. q   | 10,17    | 16.      | NQ       | NQ      |
| Bieg na 200 m mężczyzn      | Antoine Adams                                                                               | 20,56      | 16. Q   | 20,47    | 13.      | NQ       | NQ      |
| Bieg na 200 m mężczyzn      | Lestrod Roland                                                                              | 21,37      | 43.     | NQ       | NQ       | NQ       | NQ      |
| Sztafeta 4 × 100 m mężczyzn | Antoine Adams Jason Rogers Lestrod Roland Allistar Clarke Delwayne Delaney Brijesh Lawrence | 38,58 (SB) | 13.     | —        | —        | NQ       | NQ      |